# كليف باركر (لاعب كرة قدم)
كليف باركر (بالإنجليزية: Cliff Parker)‏ (6 نوفمبر 1913 في المملكة المتحدة - 1983) هو لاعب كرة قدم بريطاني (وحمل سابقاً جنسية المملكة المتحدة لبريطانيا العظمى وأيرلندا) في مركز الهجوم. لعب مع نادي بورتسموث ونادي دونكاستر روفرز ودنابي يونايتد.